# Sinaloawinterkoning
De Sinaloawinterkoning (Thryophilus sinaloa; synoniem: Thryothorus sinaloa) is een zangvogel uit de familie Troglodytidae (winterkoningen).

## Verspreiding en leefgebied
Deze soort is endemisch in Mexico en telt 3 ondersoorten:
- T. s. cinereus: noordwestelijk Mexico.
- T. s. sinaloa: het westelijke deel van Centraal-Mexico.
- T. s. russeus: zuidwestelijk Mexico.